# Округ Бивер (Јута)
Бивер (енгл. Beaver County) је округ у америчкој савезној држави Јута. По попису из 2010. године број становника је 6.629.

## Демографија
Према попису становништва из 2010. у округу је живело 6.629 становника, што је 624 (10,4%) становника више него 2000. године.
| Група             | 2000.         | 2010.         |
| Белци             | 5.491 (91,4%) | 5.700 (86,0%) |
| Афроамериканци    | 16 (0,3%)     | 16 (0,2%)     |
| Азијати           | 37 (0,6%)     | 70 (1,1%)     |
| Хиспаноамериканци | 333 (5,5%)    | 716 (10,8%)   |
| Укупно            | 6.005         | 6.629         |